# Хлубинка-Кук, Веда
Веда Хлубинка-Кук (имя при рождении Роберт Кук, 26 декабря 1964 года, Лос-Анджелес, США) — программист, соучредительница Metaweb. Она была программистом в Brøderbund в 1980-х и была моделью для одного из персонажей игры Джордана Мехнера «Принц Персии». Она разработала и создала компьютерную игру D/Generation и была техническим директором компьютерной игры The Last Express. В 2017 году она сделала каминг-аут как  трансгендерная женщина.